# 荣德生
荣德生（1875年8月4日—1952年7月29日），原名宗铨，字德生，以字行，号乐农居士，江苏無錫榮巷人，與荣宗敬一樣都是近代中國的一位著名民族資本家。荣熙泰之子，荣宗敬之胞弟，中国前国家副主席荣毅仁之父，榮文蔚的曾祖父。

## 生平

### 早年
早年參與钱庄的經營，后在无锡、上海、汉口等地开设茂新、福新面粉公司和振新、申新纺织公司等企业。
至1922年（民国11年），荣德生已拥有12家面粉厂和4家纱厂（后申新纱厂增至9家），有“面粉大王”和“棉纱大王”之称，是中華民國國民黨政府時期最大的民族资本家之一。曾任江苏省议员、北洋政府国会议员、国民政府工商部参议、中央银行理事，全国经济委员会委员等职。

### 日佔時期
1937年（民国26年）的冬天，因日军占领上海，當時遍佈中國的荣氏企业，有的部門被日军炸毁，有的被日军占据，只有外國租界内的工廠尚且维持生产。
1938年5月，荣德生從汉口趕到上海，深居简出，唯以搜购古籍、字画自遣，亟盼时局好转。
1941年，日商觊觎荣氏纱厂，由汪精衛政權实业部派员与荣德生商谈，要他将申新一、八厂卖与日本丰田纱厂，当即遭到荣德生嚴词拒绝，當時，汪精衛政權的外交部长褚民谊亲自来沪，在上海國際飯店邀请荣德生來進行面谈，荣德生卻只由其子荣尔仁代為前往，以说明其父不变初衷。  

### 戰後、二次遭綁架
抗战胜利后，荣德生两次遭绑架，被勒索款项达百万美元，发生在高恩路（今高安路）荣德生住宅门前的一次被绑架案，是在1946年（民国35年）4月25日。那天，荣德生准备去总公司，离家门不远即被数名穿制服匪徒架上汽车而去，他们使用的是国军第三方面军司令部的“逮捕证”和淞沪警备司令部的汽车，当时，舆论哗然，认为是军事机关与匪徒串通作案，蔣介石嚴令限期破案，上海当局出动大批军警侦查，5月28日荣德生被放回。後來淞沪警备司令部第二处处长毛森发现部下警卫队长黄锦堂中校突然花錢闊綽起來，6月21日将其秘密拘捕，循線破案，抓獲全部15名人犯，并退还部份被敲诈的款项，荣家为酬谢军警当局和有关方面，先后付出60余万美元。民国35年8月27日，上海军事法庭判处骆文庆、袁仲书、黄阿宝等8名綁案主犯死刑，立即执行。

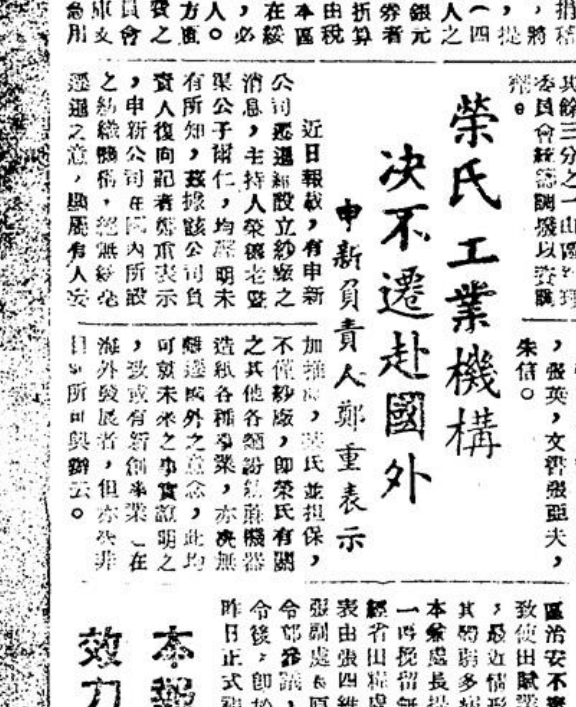
1949年3月15日，荣氏家族在无锡《人报》上刊登公告宣布其工业机构不撤往国外

1948年，中國國民黨統治的中華民國政府已成土崩瓦解之势，有资产者纷纷离开中國大陆，荣氏家庭也面临抉择。在一片离沪声中，荣德生专程从无锡来到高恩路住所，明确表示「不离开大陆」，并阻止三子将申新三厂拆迁台湾。

### 中共建政後
中华人民共和国成立后，荣氏企业得以发展。荣德生历任中国人民政治协商会议全国委员会委员，华东军政委员会和苏南行政公署副主任，是少数几个在1949年中国共产党取得政权后继续留在大陆的民族资本家。
1952年7月29日，病逝于无锡。

## 家族
- 胞兄榮宗敬

荣德生两房夫人共生了十三位子女，七个儿子依次为: 荣伟仁、荣尔仁、荣伊仁（一心）、荣毅仁、荣研仁、荣纪仁、荣鸿仁。
- 子
  - 荣伟仁
  - 荣尔仁
  - 荣伊仁（荣一心）
  - 榮毅仁
    - 榮智健，香港上市公司中信泰富有限公司的前主席。
      - 榮明方